# گورنگی کریوودول
گورنگی کریوودول (به صربی: Gornji Krivodol) یک منطقهٔ مسکونی در صربستان است که در دیمیتروگراد واقع شده‌است. گورنگی کریوودول ۱۷ نفر جمعیت دارد.